# Karol Kot
Karol Szczepan Kot, född den 18 december 1946 i Kraków, död den 16 maj 1968 i Mysłowice, var en polsk seriemördare. Alla hans mord och mordförsök ägde rum i Kraków.

## Biografi
Kot växte upp tillsammans med sin mor och syster. Han var skötsam i skolan, men uppvisade tidigt sadistiska tendenser; under en familjesemester i byn Pcim besökte Kot ett slakteri, där han hjälpte till att slakta djur och drack en kopp varmt blod. Han brukade även döda grodor, kycklingar och kråkor för skojs skull.
Kots första mordförsök ägde rum i en kyrka i september 1964, då han knivhögg en 48-årig kvinna i ryggen när hon gick ned på knä för att be. Mordförsöket misslyckades dock. Några dagar senare begick han sitt andra mordförsök; han följde efter en 73-årig kvinna på väg hem från en spårvagn och knivhögg henne vid hennes port. Kvinnan föll och skadade sig allvarligt, men överlevde. Ännu några dagar senare, den 29 september, begick Kot sitt första lyckade mord; han följde efter en 77-årig kvinna in i en kyrka och knivhögg henne i ryggen, denna gång till döds.
Den 13 februari 1966 mördade Kot sitt andra offer, en 11-årig pojke som deltog i en toboggantävling vid Kościuszkokullen i Kraków. I april 1966 begick Kot sitt sista mordförsök, då han knivhögg en 8-årig flicka som gått ut ur sin familjs hus för att hämta posten. Hon lyckades dock fly och överlevde.
Den 1 juni 1966 greps Kot, efter att en nära vän till honom tipsade polisen om att hon anade att han låg bakom morden. Han fick genomgå ett antal psykologiska undersökningar då han misstänktes vara svårt sinnessjuk. Efter att det stod klart att så inte var fallet dömdes Karol Kot till döden i juli 1967, och domen verkställdes genom hängning den 16 maj 1968.